# 9월 30일
9월 30일은 그레고리력으로 273번째(윤년일 경우 274번째) 날에 해당한다. 이 날은 9월의 마지막 날이다.

## 사건
- 1399년 - 랭커스터 공작인 헨리 볼링브록이 리처드 2세를 폐하고 왕령과 랭커스터 공령을 합해 헨리 4세가 되다.
- 1910년 - 일본, 조선 토지 조사 사업 착수
- 1939년 - 제2차 세계 대전: 브와디스와프 시코르스키 장군이 폴란드의 총리가 되다.
- 1946년 - 제2차 세계 대전: 전범 처벌을 위한 뉘른베르크 전범(戰犯)재판에서 12명의 나치 지도자에게 사형 선고
- 1947년 - 예멘, 파키스탄 유엔 가입
- 1948년 - 대한민국 국회, 한글전용법안 가결
- 1949년 - 중국공산당, 주석에 마오쩌둥(毛澤東)ㆍ수상에 저우언라이(周恩來) 선출
- 1961년 - 유럽경제협력기구(OEEC), 경제협력개발기구(OECD)로 확대개편.
- 1962년 - 대한민국, 파나마와 수교
- 1963년 - 이준(李儁)의 유해, 56년 만에 네덜란드서 귀환해 서울 수유리에 안장
- 1966년 - 보츠와나 공화국(당시 베추아날란드 보호국)이 영국으로부터  독립하다.
- 1990년 - 대한민국 - 소비에트 연방 수교하다, 85년 만에 국교 정상화.
- 2000년 - 대한민국, 조선민주주의인민공화국. 제3차 남북장관급회담 공동보도문 발표
- 2014년 - 전라남도 신안군 홍도 앞바다에서 유람선이 좌초되는 사고가 일어났다. 하지만, 승객과 승무원 109명이 전원 구조되었다.

## 문화
- 1791년 - 오페라 《마술 피리》가 오스트리아 빈에서 초연되다.
- 1978년 - 김성준, 세계 복싱 평의회(World Boxing Council, WBC) 라이트플라이급 세계챔피언 획득
- 1981년 - 독일 바덴바덴서 열린 국제올림픽위원회(IOC) 84차 총회, 제24회 하계올림픽 개최지를 서울특별시로 선정
- 1988년 - 유엔 평화유지군, 88년도 노벨 평화상 수상자로 선정
- 2002년 - 강원도 화천군 평화의 댐 2단계 증축공사 개시
- 2024년 - 매드포갈릭 인천송도점이 영업을 종료했다.

## 탄생
- 1207년 - 페르시아의 신비주의 시인, 이슬람 법학자 루미. (~1273년)
- 1524년 - 조선 중기의 문신, 율곡 이이의 맏형 이선. (~1570년)
- 1530년 - 조선의 최초 부대부인 하동부대부인. (~1567년)
- 1732년 - 프랑스의 정치인 자크 네케르. (~1804년)
- 1811년 - 독일 제국의 초대 황후 아우구스타 작센바이마르아이제나흐 대공녀. (~1890년)
- 1859년 - 대한민국의 학자, 독립운동가 박은식. (~1925년)
- 1879년 - 프랑스의 음악가 앙리 카자드쥐. (~1947년)
- 1885년 - 대한민국의 독립운동가 겸 교육자, 최초의 외과의사 박서양. (~1940년)
- 1888년 - 일제 강점기와 대한민국의 금융인 겸 기업인 민규식. (~?)
- 1895년 - 소비에트 연방의 군인, 정치인 알렉산드르 바실렙스키. (~1977년)
- 1898년 - 모나코의 추정 상속인 발랑티누아 여공작 샤를로트. (~1977년)
- 1905년 - 영국의 물리학자 네빌 프랜시스 모트. (~1996년)
- 1921년 - 영국의 배우 데버러 카. (~2007년)
- 1926년 - 미국의 야구 선수 로빈 로버츠. (~2010년)
- 1927년 - 대한민국의 군인 주영복. (~2005년)
- 1929년 - 헝가리의 축구 선수 카르파티 벨러. (~2003년)
- 1931년 - 미국의 배우 앤지 디킨슨.
- 1932년
  - 대한민국의 비전향 장기수 김용수.
  - 일본의 정치인 이시하라 신타로. (~2022년)
- 1936년 - 미국의 법조인, 외교관, 정치인, 변호사 짐 새서. (~2024년)
- 1938년 - 대한민국의 성우 이완호. (~2019년)
- 1939년 - 대한민국의 언론인 박여진. (~1991년)
- 1944년 - 대한민국의 드라마 작가 나연숙. (~2022년)
- 1945년 - 대한민국의 야구인 한동화.
- 1947년
  - 대한민국의 정치인 강혜숙.
  - 대한민국의 음악가, 작곡가 이건용.
- 1949년 - 대한민국의 가수, 음악가 문주란.
- 1950년 - 대한민국의 노동운동가 윤상원. (~1980년)
- 1951년
  - 대한민국의 제16, 17, 18, 19, 20대 국회의원, 해양수산부 장관 이주영.
  - 오스트레일리아의 생리학자 배리 마셜.
- 1954년 - 대한민국의 가수 전인권.
- 1955년- 조선민주주의인민공화국의 외교관 김영일. (~2000년)
- 1957년 - 미국의 배우 프랜 드레셔.
- 1962년 - 네덜란드의 전 축구 선수, 현 축구 감독 프랑크 레이카르트.
- 1964년 - 이탈리아의 배우, 모델 모니카 벨루치.
- 1966년
  - 대한민국의 배우 양재원.
  - 미국의 정치인 조시 샤피로.
- 1968년
  - 대한민국의 야구 선수 최해식.
  - 대한민국의 정치인 조지훈.
  - 대한민국의 배드민턴 선수 손진환.
  - 프랑스의 전 축구 선수 에르베 르나르.
- 1969년 - 대한민국의 소설가 김별아.
- 1971년
  - 대한민국의 뮤지컬 배우 김채안.
  - 미국의 배우 제나 엘프먼.
- 1972년
  - 도미니카 공화국의 야구 선수 호세 리마. (~2010년)
  - 일본의 싱어송라이터 고지마 마유미.
- 1973년
  - 대한민국의 성우 이지영.
  - 대한민국의 배우 최성민.
  - 대한민국의 가수 BMK.
  - 대한민국의 배우 최재섭.
- 1974년 - 미국의 야구 선수 제러미 지암비. (~2022년)
- 1975년
  - 프랑스의 배우 마리옹 코티야르.
  - 프랑스의 알파인 스키 선수 로르 페크뇨.
- 1977년
  - 대한민국의 배우 이지현.
  - 중화인민공화국의 축구 선수 쑨지하이.
- 1978년
  - 일본의 성우 스가누마 히사요시.
  - 대한민국의 배우 조성원.
- 1979년 - 대한민국의 기업인 이용범.
- 1980년
  - 스위스의 테니스 선수 마르티나 힝기스.
  - 일본의 성우, 배우 오가사와라 아리사.
  - 미국의 패션 디자이너 버질 아블로.
- 1981년
  - 대한민국의 성우 최승훈.
  - 대한민국의 배우 윤태웅.
  - 대한민국의 전 축구 선수 김현호.
- 1982년
  - 대한민국의 아나운서 이정미.
  - 미국의 배우 키어런 컬킨.
- 1983년 - 대한민국의 희극인 김용현.
- 1984년
  - 대한민국의 가수, 방송인 권지안.
  - 대한민국의 전 가수, 배우 이은.
- 1985년
  - 캐나다의 전 야구 선수 제이미 로맥.
  - 미국의 배우 카트리나 로.
- 1986년
  - 대한민국의 배우 공민정.
  - 일본의 가수, 배우 니시지마 타카히로 (AAA).
  - 프랑스의 축구 선수 올리비에 지루.
  - 한국계 미국인 배우 이기홍.
  - 콜롬비아의 축구 선수 크리스티안 사파타.
  - 일본의 성우 사카이 코다이.
- 1987년
  - 대한민국의 미스코리아 출신 아나운서 이주원.
  - 대한민국의 배우 주원.
  - 대한민국의 희극인 이현정.
  - 버뮤다의 트라이애슬론 선수 플로라 더피.
- 1988년
  - 대한민국의 스타크래프트 프로게이머 우정호.
  - 대한민국의 가수 문원.
  - 대한민국의 배우 이예빈.
  - 대한민국의 배우 오수정.
- 1989년
  - 대한민국의 배우 이정민.
  - 스페인의 태권도 선수 호엘 곤살레스.
- 1990년
  - 대한민국의 축구 선수 김승규.
  - 대한민국의 성우 서다혜.
- 1991년
  - 대한민국의 리포터 김나윤.
  - 일본의 축구선수 다케야마 유코.
- 1992년
  - 대한민국의 바둑 기사 이지현.
  - 미국의 배우 에즈라 밀러.
  - 일본의 역도 선수 안도 미키코.
- 1993년 - 미국의 프로레슬링 선수 트레버 리.
- 1994년
  - 대한민국의 축구 선수 박경록.
  - 북아일랜드의 축구 선수 라이언 매클로플린.
- 1995년
  - 대한민국의 모델, 배우 임보라.
  - 대한민국의 야구 선수 임병욱.
  - 대한민국의 뮤지컬 배우 조환지.
- 1996년
  - 스위스의 축구 선수 니코 엘베디.
  - 대한민국의 펜싱 선수 오상욱.
- 1997년
  - 네덜란드의 자동차경주 선수 막스 페르스타펀.
  - 러시아의 전 리듬체조 선수 야나 쿠드럅체바.
- 1998년
  - 대한민국의 축구 선수 김성현.
  - 일본의 배우 이마이즈미 유이.
- 1999년
  - 대한민국의 가수 니은.
  - 대한민국의 가수 리온.
  - 프랑스의 유도 선수 로만 디코.
- 2000년 - 대한민국의 배우 윤서아.
- 2001년
  - 대한민국의 가수 장예주.
  - 인도의 사격 선수 사라브조트 싱.
- 2002년
  - 미국의 댄서 겸 배우, 모델 매디 지글러.
  - 오스트레일리아의 배우, 모델 리바이 밀러.

## 사망
- 420년 - 기독교의 성인 히에로니무스. (347년~)
- 1626년 - 금나라, 청나라의 초대 황제 천명제. (1559년~)
- 1914년 - 조선의 개화사상가 유길준. (1856년~)
- 1955년 - 미국의 배우 제임스 딘. (1931년~)
- 1969년 - 영국의 심리학자 프레더릭 바틀릿. (1886년~)
- 1985년 - 프랑스의 배우 시몬 시뇨레. (1921년~)
- 2005년 - 조선민주주의인민공화국의 비전향장기수 정순택. (1921년~)
- 2019년 - 미국의 성악가 제시 노먼. (1945년~)
- 2020년 - 튀르키예의 정치인 알리 보제르. (1925년~)
- 2021년
  - 러시아의 영화배우 레이빌 이시아노브. (1962년~)
  - 일본의 게임음악작곡가 스기야마 고이치. (1931년~)
- 2022년 - 소련의 역도 선수 유리 자이체프. (1951년~)
- 2023년
  - 조선민주주의인민공화국의 외교관 김영일. (1947년~)
  - 미국의 피아니스트 러셀 셔먼. (1930년~)
- 2024년
  - 미국의 영화배우 가빈 크릴. (1976년~)
  - 대한민국의 정치인 김판수. (1957년~)
  - 미국의 야구인 피트 로즈. (1941년~)
  - 미국의 농구인 디켐베 무톰보. (1966년~)
  - 대한민국의 배우 박지아. (1972년~)
  - 미국의 영화배우 켄 페이지. (1954년~)

## 기념일
- 추석 - 1974년, 1993년, 2012년, 2050년
- 국제 번역의 날
- 개인정보 보호의 날

## 같이 보기
- 전날: 9월 29일 다음날: 10월 1일 - 전달: 8월 30일 다음달: 10월 30일
- 음력: 9월 30일
- 모두 보기